# Carmi
Carmi és una població dels Estats Units a l'estat d'Illinois. Segons el cens del 2000 tenia 5.422 habitants, que va baixar als 5240 el 2010. Segons el cens del 2000, 2.390 habitatges, i 1.477 famílies. La densitat de població era de 844,1 habitants/km².